# To My Wonderful One
To My Wonderful One è un album in studio del cantante statunitense Tony Bennett, pubblicato nel 1960.

## Tracce
1. Wonderful One
2. Till
3. September Song
4. Suddenly
5. I'm a Fool to Want You
6. We Mustn't Say Goodbye
7. Autumn Leaves
8. Laura
9. April in Paris
10. Speak Low
11. Tenderly
12. Last Night When We Were Young